# خاک ژله‌ای

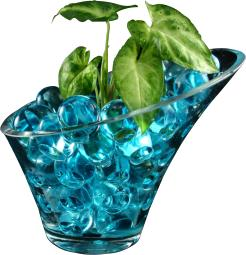
ژل آب هیدراته یا دانه‌های خاک ژله‌ای

ژل کریستال یا خاک ژله‌ای به هر ژلی گفته می‌شود که مقدار زیادی آب را جذب کرده و حاوی آن باشد. خاک ژله‌ای معمولاً به شکل کروی است و از یک پلیمر سوپرجاذب جاذب آب (SAP که به عنوان پودر لجن به شکل خشک نیز شناخته می‌شود) مانند پلی آکریل آمید (اغلب پلی آکریلات سدیم) تشکیل شده‌است.
این نوع خاک، به صورت بسته‌بندی در اکثر گل فروشی‌ها و گلخانه‌ها وجود دارد. این دانه‌ها به علت اینکه می‌توانند آب را در خود ذخیره کنند برای گیاهان کاربرد بسیار بالایی دارند. قابلیت ذخیره آب و برگرداندن مجدد آن را دارند. دارای رنگ‌های متفاوتی بوده و با قابلیت جذب رطوبت سریع و در اختیار قرار دادن برای گیاه دارد.
لبخند بزن

## کاربرد در کشاورزی
استفاده از این نوع خاک، بر روی سطح خاک‌های شنی که سرعت نفوذ آب در آنها بسیار بالا است می‌تواند مناسب و کار آمد باشد. این خاک می‌تواند به کشاورزان کمک کند تا دفعات آبیاری برای گیاهان را کاهش دهند و از هدر رفتن آب تا حدود زیادی جلوگیری می‌کند. کشاورزان و باغداران می‌توانند مقدار مناسبی از این هیدروژل‌‌ها را در اطراف گیاهان خود ریخته تا از هدر رفتن آب جلوگیری شود.
- این نوع خاک می‌تواند حتی جایگزین روش آبیاری قطرهای شود.
- از این رو برای کشاورزی گلخانه ای، کاربرد فراوانی دارند

## انواع خاک ژله‌ای
خاک ژله‌ای به صورت کلی به دو گروه تقسیم می‌شود.
1. پودری
2. مکعبی یا لاستیکی

نوع پودری آن، به محض ریخته شدن در آب شروع به حجم دهی می‌کند و به چند ساعت برای رسیدن به حجم کامل خود زمان نیاز دارد. در صورتی که نوع مکعبی آن برای رسیدن به حداکثر حجم خود نیاز بیشتری به ماندن در آب دارد و حتی ممکن است ۸ الی ۱۲ ساعت زمان بر باشد.

## موارد استفاده
خاک ژله‌ای رای موارد زیر استفاده می‌شود:
- تأمین آب برای حیوانات کوچک به عنوان جایگزینی برای تأمین آب در ظرف. برخی از حیوانات کوچک تمایل دارند در ظروف آب بیفتند و غرق شوند.[نیازمند منبع]
- آبیاری گیاهان.[۱]
- در گلدان‌های شاخه‌گل بریده.
- برای صرفه جویی در مصرف آب در باغ‌ها.
- به عنوان مهمات برای تفنگ‌های اسباب بازی ژل بلستر استفاده می‌شود. معمولاً در اندازه کامل ۷–۸ میلی‌متر می‌آمد.
- تزئینات رنگارنگ یا برف مصنوعی.[۲]
- در حالت خشک به عنوان پرکننده جاذب داخل پوشک و نوار بهداشتی یکبار مصرف.[۳]
- این نوع خاک به هیچ عنوان آلودگی‌های محیطی و زیستی ایجاد نمی‌کند.
- می‌توانند مدت طولانی آب و مواد غذایی را در بافت خود ذخیره کنند.
- این نوع خاک تجزیه پذیر می‌باشد.
- بدون بو، مزه بوده و هیچ گونه مسمومیتی ایجاد نمی‌کند با این حال خوردن آن توصیه نمی‌شود.